# Matt Berninger
Matthew Donald Berninger, detto Matt (Cincinnati, 13 febbraio 1971), è un cantautore statunitense, frontman del gruppo rock The National.

## Discografia
Solista
- 2020 - Serpentine Prison
- 2025 - Get Sunk

Con The National